# 洋基山 (加利福尼亞州比尤特縣)
洋基山（英語：Yankee Hill）是位於美國加利福尼亞州比尤特縣的一個人口普查指定地區。

## 地理
洋基山的座標為39°42′13″N 121°31′20″W / 39.70361°N 121.52222°W，而該地最高點為海拔高度604米（即1982英尺）。

## 人口
根據2010年美國人口普查的數據，洋基山的面積為15.703平方千米，當中陸地面積為15.698平方千米，而水域面積為0.005平方千米。當地共有人口333人，而人口密度為每平方千米21人。